# Jackson (Alabama)
Jackson is een plaats (town) in Clarke County in de Amerikaanse staat Alabama.

## Demografie
Bij de volkstelling in 2000 werd het aantal inwoners vastgesteld op 5419. In 2006 is het aantal inwoners door het United States Census Bureau geschat op 5273, een daling van 154 (-2,7%).

## Geografie
Volgens het United States Census Bureau beslaat de plaats een oppervlakte van 39,3 km², waarvan 39,1 km² land en 0,2 km² water. Jackson ligt op ongeveer 57 m boven zeeniveau.

## Nabijgelegen plaatsen
De onderstaande figuur toont de plaatsen in de directe omgeving van Jackson.